# Unani
Unani je sistem tradicionalnega zdravilstva, razširjen v državah južne Azije (Indija, Pakistan in Bangladeš). Temelje sistema je postavil Hipokrat, pri čemer je črpal znanje iz staroegipčanske in mezopotamske medicine ter izročil.
Unani v arabskem, hindustanskem, perzijskem in urdujskem jeziku pomeni »jonski« (Ionnian). Izhaja iz arabske besede za Grčijo: »al-Yunaan.« Unani pa je znan tudi pod izrazom »Hikmat« ali »Unani-Tibb« (tibb v arabščini pomeni medicina). Zdravilce imenujejo Hakim-i.

## Izvor
Unani ima korenine v antični Grčiji. Skozi zgodovino so pri razvoju unanija sodelovali številni pomembni zdravilci. Največji vpliv na teorije sistema naj bi imela grška zdravnika Hipokrat in Galen. Za njima je veliko arabskih in perzijskih učenjakov izpopolnilo sistem, saj so bili po upadu grške in rimske civilizacije zdravniški zapiski hranjeni na islamskih dvorih srednjeveškega Bližnjega vzhoda. Tako je bilo v osmem in devetem stoletju po našem štetju veliko zapiskov prevedenih iz grškega v arabski ali perzijski jezik. Prevodi so potem služili kot osnova za unani zdravilski sistem. Najboljši avtor besedila o osnovnih načelih unanija je bil Ibn Sina (980-1037), arabski filozof, v Evropi znan pod imenom Avicenna. Sodelovali pa so tudi še Rhazes, al-Zahravi, Ibn Nafis in drugi, vsi Arabci po narodnosti.
V Indiji so o unaniju kot medicinskem sistemu poučevali Arabci in kmalu so se tu postavili trdni temelji. Vladarji so celo poskrbeli za patronaže, ki so poučevale učence unanija. Med 13. in 17. stoletjem je unani dosegel svoj »razcvet«. V času vladanja Angležev pa se je njegov razvoj ustavil, saj so umaknili patronaže. Zaradi zaupanja v sistem je unani preživel to obdobje.
Unani zdravilski sistem je v Indiji del javno dostopnega zdravstvenega sistema. Proizvodnjo in promet z zdravili in pripravki uporabljeni v unaniju ureja Zakon o zdravilih in kozmetiki iz leta 1940. Za potrebe ureditve in sistemizacije področja unani zdravil je indijska vlada že leta 1964 ustanovila komite za unani farmakopejo. Ta je v vseh letih obstoja izdal tri formularje z objavljenimi monografijami za več kot 400 enostavnih in sestavljenih unani zdravil. Indija danes velja za eno od vodilnih držav na svetu v unani zdravilskem sistemu. Ima svoje zdravnike, bolnice, izobraževalne in raziskovalne ustanove. Z unanijem zdravijo tako kvalificirani zdravniki, katerih izvajanje mora biti odobreno s strani indijske vlade, kot tudi tradicionalni zdravilci.

## Princip
Unani zdravilski sistem temelji na Hipokratovi teoriji o 4 telesnih tekočinah. Teorija predpostavlja obstoj štirih telesnih sokov – kri (Dam), sluz (Balgam), rumeni žolč (Safrain) in črni žolč (Sauda). Vsaka oseba je edinstvena mešanica teh substanc, ki oblikujejo njen temperament in določajo njegovo zdravje.
Prevlada krvi daje sangviničen (vročekrven) temperament, prevlada sluzi naredi osebo flegmatično (ravnodušno), rumeni žolč kolerično (togotno) in črni žolč pa melanholično (potrto). Telo samo ohranja pravilno ravnovesje telesnih sokov s posebno močjo imenovano »quwwat-e-mudabbira«, kar bi lahko prevedli z »zdravilna moč narave«. V kolikor ta moč zaradi zunanjih ali notranjih dejavnikov oslabi, se prične rušiti naravno ravnovesje med štirimi osnovnimi telesnimi tekočinami, kar sčasoma privede do telesne bolezni. Zdravilec z različnimi pristopi pomaga obnoviti notranjo moč na optimalno raven in s tem doseže ponovno vzpostavitev notranjega ravnotežja.
Sistem opazuje vpliv okolja in ekoloških pogojev (kot so na primer zrak, hrana, pijača, telesno gibanje in počitek, duševna aktivnost in počitek, spanje, budnost ter izločanje in zadrževanje) na stanje zdravja. Notranje neravnovesje lahko povzroči tudi prevladovanje ene od štirih telesnih tekočin v telesu vsakega.
Človeško telo je glede na osnovna načela in pojme unanija zgrajeno iz naslednjih sestavnih delov.
Elementi (Arkan)
Elementi so štirje: zrak, voda, zemlja in ogenj. Obstajajo razlage, ki opredelijo temperament teh štirih elementov.
- zrak (vroč in vlažen)
- ogenj (vroč in suh)
- zemlja (mrzla in suha)
- voda (mrzla in vlažna).

Temperament (Mizaj)
Interakcija med kombinacijo štirih elementov povzroči številna stanja, ki opredelijo značaj človeka, rastlin in mineralov. 
- vroč  (kombinacija: vroč in suh)
- suh (kombinacija: vroč in vlažen)
- mrzel (kombinacija: mrzel in suh)
- vlažen (kombinacija: mrzel in vlažen)

Telesne tekočine (Akhlat)
Telesne tekočine so v bistvu izločki, ki vsebujejo številne hormone, encime in telesne sokove. Odgovorni so za prehranjevanje celega telesa. Izločki so primarni ali sekundarni.
- Primarni so štirje telesni sokovi: kri, sluz, rumeni žolč in črni žolč.
- Sekundarni pa so hormoni, encimi in plazma.

Telesni organi (Aaza)
Organi so sestavljeni iz celic, tkiv, živcev in krvnih žil. Stanje različnih organov telesa vplivajo na zdravje posameznika.
Duša (Arwah)
Duša je izvor življenjske sile našega življenja in vitalnosti, ki nosi različne sposobnosti, brez katerih bi bilo človeško telo mrtvo.
Sposobnosti (Qawa)
- naravna
- psihična
- vitalna.

Delovanje (Afaal)
Vključuje gibanje številnih organov. Potrebno je zagotavljati, da so organi v ustrezni obliki in stanju za ustrezno delovanje.

## Postavitev diagnoze in terapija
Zdravilec (Hakim) preiskuje vzroke za bolezen in posledično postavi diagnozo z ugotavljanjem tipičnih znakov in simptomov ter s preiskovanjem bolnikovega pulza (Nabz), urina (Baul) in fecesa (Baraz). Na ta način ugotovi, kateri od telesnih sokov odstopa od ravnotežja ter  kakšna je narava odstopanja (ali gre za presežek vročega ali mrzlega oziroma vlažnega ali suhega temperamenta) in kateri od organov so zato prizadeti. Pomemben del procesa diagnoze je tudi upoštevanje bolnikovega psihosocialnega stanja.
Terapija je vedno prilagojena  temperamentu (Mizaj) obravnavanega. Zdravilec ne posveča pozornosti le zdravljenju telesa samega, ampak običajno nastopa tudi v vlogi moralnega svetovalca. Vodilo zdravljenja je namreč vzpostavitev ravnovesja tako pri notranjih kot zunanjih dejavnikih nastanka bolezni.
Unani razvršča bolezni glede na njihovo naravo v več razredov
- bolezni sluzi  (Balgami Amraz)

kronično vnetje sinusov, kronični alergijski prehlad, glavobol, astma, revmatična obolenja,…
- bolezni žolča (Safravi Amraz)

kronična urtikarija, slaba prebava (dispepsija), ulkus želodca ali dvanajstnika, palpitacija, migrena,…
- sangvinična obolenja - obolenja krvi (damvi amraz)

mozoljavost, garjavost, pojav ekcemov, psoriaza, spolno prenosljive bolezni,…
- bolezni psihe  (soudavi amraz)

anksioznost, depresija, osebnostne motnje, nespečnost,…
- bolezni povezane s spolnimi težavami

pomanjkanje energije, prezgodnji izliv, neplodnost, spermatoreja, nočni izliv,…
Osnovne metode zdravljenja
- razčlenjena terapija  [regimental therapy] (Ilaj-bit-Tadbir)

Sem prištevamo puščanje krvi, zdravljenje z diaforetiki, diureza, turška kopel, masaža, izžiganje, bruhanje, telovadba, zdravljenje s pijavkami, zdravljenje z odvajali in zdravljenje z vakuumskimi kozarčki [cupping].
- terapija z dieto  (Ilaj-bil-Ghiza)

Težavo bolnika se skuša rešiti s predpisano dieto oz. uravnavanjem kvalitete in kvantitete zaužitih obrokov.
- farmakoterapija (Ilaj-bid-Dawa)

Zaobjema uporabo naravnih zdravil predvsem rastlinskega, pa tudi živalskega in mineralnega izvora. Tradicionalni zdravilci uporabljajo lokalno prisotne zdravilne rastline, na voljo pa so tudi industrijsko izdelana zdravila. V unani zdravilskem sistemu se prednostno uporabljajo posamezne rastlinske droge oz. njihovi pripravki. Zdravila so lahko enostavna (iz ene same droge) ali pa sestavljena. Obstaja množica formuliranih pripravkov, ki so mešanica različnih običajno rastlinskih drog, mineralnih snovi, kovin in posušenih živalskih tkiv. Pripravki so lahko v obliki praškov, tablet, mazil, sirupov in napitkov. Uporabljajo se za zdravljenje številnih stanj, tako akutnih kot tudi kroničnih.
- kirurški poseg (Jarhat)

Zdravilci napotijo bolnika na kirurški poseg le v primeru neuspešnega zdravljenja s predhodnimi metodami.
Za milejše težave in zgodnja stanja bolezni zdravilec predpiše v prvi vrsti dietno terapijo, bolnik pa mora odpraviti tudi morebitne zunanje dejavnike, ki so vplivali na porušenje ravnovesja telesnih sokov. V kolikor se stanje ne izboljša v doglednem času se k bolniku pristopi z metodami razčlenjene terapije in/ali s farmakoterapijo.

## Farmakoterapija
V unaniju ima uporaba celih zdravilnih rastlin oz. njihovih mešanic prednost pred zdravilnimi pripravki, ki vsebujejo izolirane aktivne substance. Cele rastline ohranijo svoj edinstven temperament, ki je ključnega pomena za delovanje. 
Temperament rastline zajema njene bistvene kemijske in farmakološke značilnosti. Pravzaprav je to seštevek vseh lastnosti osnovnih gradnikov rastline, ki imajo prav tako svoj temperament. Učinek zdravila pripravljenega iz določene rastline je v skladu temperamentom lahko vroč, vlažen, mrzel ali suh. Določevanje temperamenta (učinka) posameznim rastlinam ter tudi zdravilom je potekalo več stoletij na podlagi dejanskih izkušenj in poizkusov številnih zdravilcev. Zdravilne rastline in iz njih izdelana zdravila so vpeljevali v prakso postopoma.
Unani zdravilstvo predpostavlja, da imajo zdravilni pripravki iz celih rastlin boljšo učinkovitost ob zanemarljivih stranskih učinkih v primerjavi z izoliranimi substancami. Le cela zdravilna rastlina ima poleg aktivnih substanc tudi ostale sestavine kot so gumiji, sladkorji, vitamini, anorganske soli, ki varujejo telo pred možnim neželenim delovanjem aktivne substance. Varnost in neškodljivost zdravil za bolnika sta pri unaniju bistveni paradigmi.

## Unani in ajurveda
Unani kot zdravilski sistem je zelo podoben ajurvedi. Oba temeljita na teoriji o prisotnosti štirih elementov v človeškem telesu. Skupni so jima tudi številni terapevtski pristopi, zdravila in zeliščni pripravki, razlike so le v njihovem poimenovanju. Na unani je vplival islam, ajurveda pa je povezana z vedsko kulturo (v Indiji). Praktično sta nastala kot enoten zdravilski sistem.